# Xochitempa
Xochitempa är en ort i Mexiko.   Den ligger i kommunen Chilapa de Álvarez och delstaten Guerrero, i den södra delen av landet, 210 km söder om huvudstaden Mexico City. Xochitempa ligger 1 903 meter över havet och antalet invånare är 875.
Terrängen runt Xochitempa är huvudsakligen kuperad. Xochitempa ligger uppe på en höjd. Runt Xochitempa är det ganska glesbefolkat, med 39 invånare per kvadratkilometer. Närmaste större samhälle är Chilapa de Alvarez, 7,4 km norr om Xochitempa. Omgivningarna runt Xochitempa är en mosaik av jordbruksmark och naturlig växtlighet.